# 대 (성씨)
대(大)는 한국과 중국의 성씨이다.

## 참고 자료
- 《钦定古今图书集成·明伦汇编·氏族典·大姓部》，出自陈梦雷《古今图书集成》